# Petrovo-Krasnosilla
Petrovo-Krasnosilla (tiếng Ukraina: Петрово-Красносілля) là một thành phố của Ukraina. Thành phố này thuộc tỉnh Luhansk. Thành phố này có diện tích ? km2, dân số theo điều tra dân số năm 2001 là 15478 người.